# 南相馬市立小高中学校
南相馬市立小高中学校（みなみそうましりつ おだかちゅうがっこう、英: Minami-soma municipal - Odaka Junior High School）は、福島県南相馬市小高区にある公立中学校。通称は「小高中」（おだかちゅう）。

## 特徴
部活動が盛ん。吹奏楽部や女子バレーボール部は過去に何度も全国大会に出場している。
制服は男子は学生服、女子は黒地に白ラインのセーラー服。
東日本大震災前、約400人の生徒が在籍し、各学年4クラス程度の学級数であった。2011年時点での卒業生は約8000人。
- 原発事故で、多数の生徒が校区外に避難してしまった。小高中学校自体が鹿島小学校に避難し、仮設校舎で学校運営していた当時、避難先から帰ってきた生徒たちや新入生を合わせても、生徒数は震災前の3分の1程度にとどまっている。

毎年10月下旬頃に行われる群青祭は生徒会を中心に開催される文化祭である。
「群青」は、2012年度の卒業生が、1年生の3学期に遭遇した東日本大震災と原発事故を通して、生徒たちの思いを綴ったものであり、2012年度の卒業生自身と音楽教諭の小田美樹によって制作された。この曲は、様々なメディアで取り上げられ、全国や世界に波及している。
東日本大震災と原発事故によって罹災した、小高中学校本校舎は、校舎の修復・耐震工事、エアコン工事、エレベーター（乗用）工事が完了し、小高のシンボルとして、生徒たちの帰還に向けて徐々に準備が進められた。2016年内に小高校区の避難指示解除に伴い、2017年4月の新学期より、元の小高中学校本校舎での学校運営に復帰した。

## 沿革

### 旧小高中学校時代
- 1947年（昭和22年） - 旧・小高町立小高中学校・福浦村立福浦中学校・金房村立金房中学校が開校。
- 1954年（昭和29年） - 町村合併に伴い、福浦・金房中学校も小高町立となる。

### 新・小高中学校発足後
- 1972年（昭和47年） - 旧・小高中学校、福浦中学校、金房中学校を統合し、新制の小高中学校として開校。新校舎移転まで、それぞれの校舎を小高・福浦・金房分室と称した。
- 1975年（昭和50年） - 小高・福浦・金房分室を実質統合し、新校舎に移転。
- 1983年（昭和58年） - 町村合併30年記念事業として、敷地内にタイムカプセルを埋設。
- 2006年（平成18年） - 市町合併に伴い、「南相馬市立小高中学校」に改称。
- 2011年（平成23年）
  - 3月11日 - 東北地方太平洋沖地震により被災。
  - 3月 - 原発事故により学区全体が警戒区域に指定。
  - 4月22日 - 南相馬市立鹿島中学校内（南相馬市鹿島区鹿島字広町13）で授業を再開。
  - 11月21日 - 南相馬市立鹿島小学校内に仮設校舎を設置し、移転。2016年度末まで学校運営を本仮設校舎にて継続する。
- 2013年（平成25年）3月 - 「群青」を、復興支援コンサートの「Harmony for JAPAN 2013」で発表。これが反響を呼び、後に信長貴富の編曲で2013年8月にパナムジカから楽譜が発行される。また、2014年9月1日、「群青」1期目の生徒らを始めとする、小高中特設合唱団のオリジナル・ヴァージョンを始めとする、「群青」CDが同じくパナムジカより発行される。
- 2014年（平成26年）8月31日 - 第37回『24時間テレビ 「愛は地球を救う」』で、「群青」完成までの道のりや、現在の小高中学校の生徒の活動の様子などがVTR放映された。また、「群青」1期目の平成24年度卒業生と、平成26年度の小高中学校の生徒ら、関ジャニ∞の合同による合唱が、日本武道館で生演奏された。
- 2015年（平成27年）4月 - 平成23年度から運用されてきた旧ホームページに代わり、新たに新ホームページを開設。
- 2016年（平成28年）7月12日 - 小高区の大部分の避難指示が解除となる。
- 2017年（平成29年）4月 - 前年7月の避難指示解除に伴い、本年度より小高中学校本校舎での学校運営復帰。
- 2024年（令和6年）4月1日 - 3学期制から2学期制に移行[1]。

## 施設
校舎は鉄筋コンクリート3階建ての北校舎と南校舎があり、2007年から2008年にかけて校舎の耐震工事が行われた。北校舎と南校舎を繋ぐ連絡通路がある。
- 北校舎 - 職員室、保健室、会議室、理科室、調理室、被服室、音楽室、図書室など

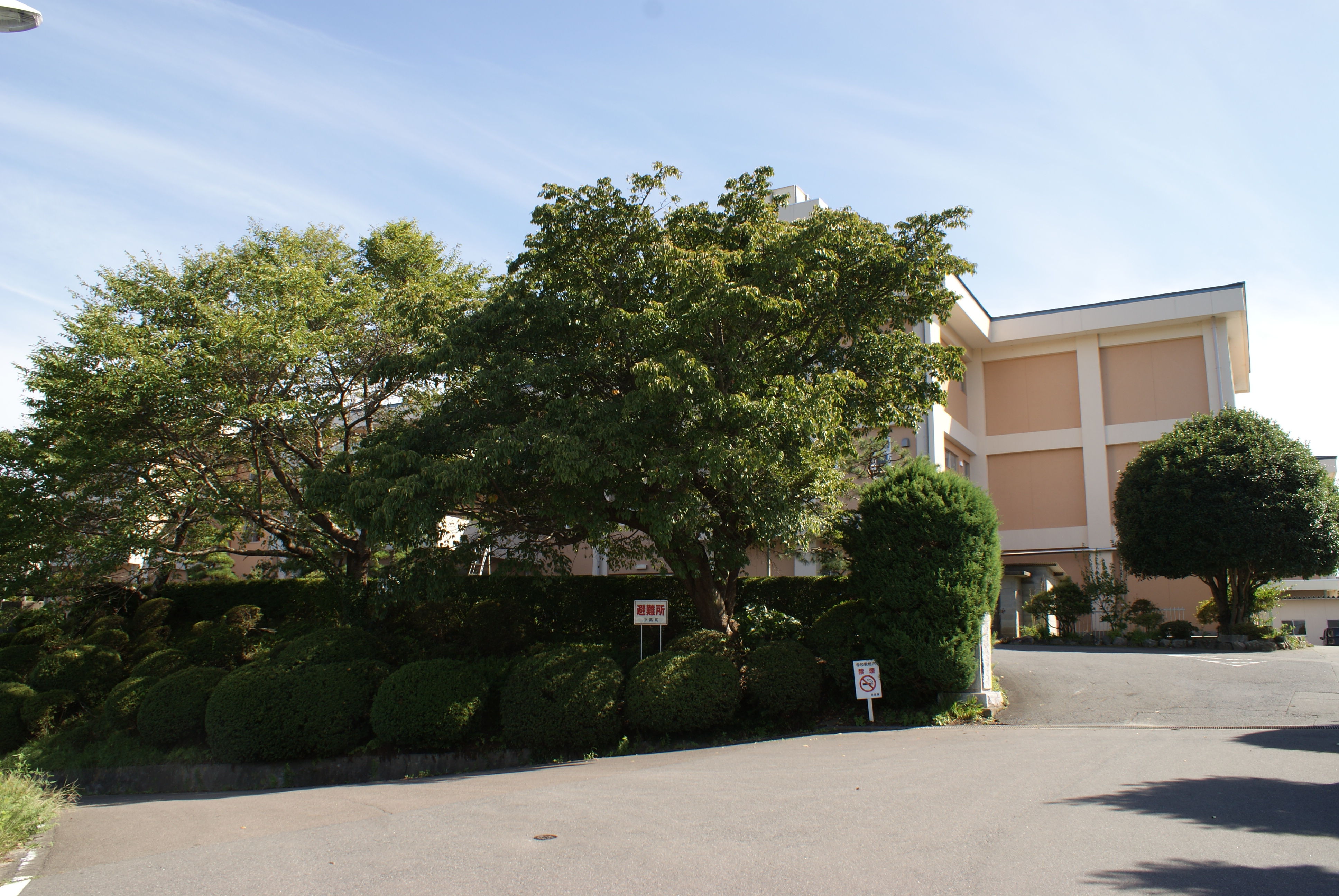
校門前（2010年9月）

- 南校舎 - 普通教室など
- 技術棟 - 技術室など
- 柔道場
- 体育館
- プール - 50m×6コース

## 校歌
- 作詞：和田浦
- 作曲：天野秀延

全3番。統合前の3中学校の各学区（小高（1番）・福浦（2番）・金房（3番））にちなんだ歌詞となっている。

## 生徒会
生徒会本部役員には、会長（1名）、副会長（男女各1名）、書記（2名）、がある。役員は前期と後期の2期制で、9月と2月に総選挙が行われる。立候補者が1人の場合は無投票当選となる。

## 部活動

### 運動部
- 男子ソフトテニス部
- 女子ソフトテニス部
- 卓球部
- 特設陸上部

### 文化部
- 文化総合部
- 特設合唱部

### 廃部した部活動
運動部
- サッカー部
- 野球部
- 陸上部
- 女子バレーボール部（過去全国大会出場経験あり）
- 男子剣道部
- 柔道部（2010年全国大会出場経験あり）
- 水泳部（特設部）
- 男女バスケットボール部

文化部
- 吹奏楽部（過去吹奏楽コンクール全国大会5回出場）[2]
- 合唱部
- コンピュータ部
- 美術部

## 主な学校行事
- 入学式
- 修学旅行
- ボランティア活動（ゴミ拾いなど）
- スポーツ大会(2期制になってから冬に行う)
- 群青祭（文化祭）
- 音楽祭(原町の中学校と小高中学校が合併して行う)
- 浮舟集会
- 卒業式

## 試験
- 定期テスト
前期中間テスト
前期期末テスト
後期中間テスト
学年末テスト
- 実力テスト
1学年　年3回
2学年　年3回
3学年　年8回

## 学区内の小学校
- 南相馬市立小高小学校

※2021年以前は以下の4校が所在していた。
- 南相馬市立小高小学校
- 南相馬市立福浦小学校
- 南相馬市立金房小学校
- 南相馬市立鳩原小学校

## アクセス
- JR常磐線小高駅より徒歩20分。

## 周辺
- 南相馬市立小高小学校
- 福島県立小高商業高等学校
- 福島県立小高工業高等学校
- 小高体育センター

## 著名な出身者
- 今井正人 - 陸上競技選手